# Leviathan II
Leviathan II osamnaesti je studijski album švedskog sastava Therion. Posljednji je uradak skupine koji je izdala diskografska kuća Nuclear Blast, koja ga je objavila 28. listopada 2022. Drugi je dio trilogije albuma pod imenom Leviathan; prvi dio objavljen je 2021., a treći 2023.

## O albumu
Christofer Johnsson, vođa skupine, izjavio je da je pjesme na trilogiji albuma nadahnula činjenica da sastav nikad prije nije snimio album „Therionovih hitova” i da je stoga odlučio „dati obožavateljima ono što žele”. Trilogija tematski pokriva dijelove raznih svjetskih mitologija.
Skupina i gostujući glazbenici snimali su album od 2020. do 2021. u raznim studijima diljem svijeta, a Erik Mårtensson miksao ga je u prosincu 2021.
Objavi uratka prethodila su tri singla za koja su snimljeni i glazbeni spotovi: „Litany of the Fallen” objavljen je 6. svibnja 2022., „Pazuzu” je objavljen 26. kolovoza 2022., a „Marijin Min Nar” objavljen je 30. rujna 2022. Dana 28. listopada 2022. skupina je uz album objavila i glazbeni spot za pjesmu „Codex Gigas”.

## Popis pjesama
Sve je tekstove napisao Per Albinsson, a pjesmu „Midnight Star” napisao je s Artemom Maksulom.
| 1.    | »Aeon of Maat«          | Christofer Johnsson       | 2:36 |
| 2.    | »Litany of the Fallen«  | Johnsson, Thomas Vikström | 4:10 |
| 3.    | »Alchemy of the Soul«   | Johnsson, Vikström        | 4:10 |
| 4.    | »Lunar Coloured Fields« | Johnsson                  | 5:40 |
| 5.    | »Lucifuge Rofocale«     | Johnsson                  | 4:42 |
| 6.    | »Marijin Min Nar«       | Christian Vidal           | 3:56 |
| 7.    | »Hades and Elysium«     | Johnsson, Vikström        | 4:22 |
| 8.    | »Midnight Star«         | Johnsson, Vikström        | 4:42 |
| 9.    | »Cavern Cold as Ice«    | Johnsson, Vikström        | 3:25 |
| 10.   | »Codex Gigas«           | Johnsson, Vikström        | 4:06 |
| 11.   | »Pazuzu«                | Johnsson                  | 4:27 |
| 50:48 |                         |                           |      |

## Tematika tekstova
Kao što je slučaj s većinom Therionovih albuma, pjesme se uglavnom temelje na mitologiji:
- Maat je božica istine i pravde u egipatskoj mitologiji.
- „Litany of the Fallen” govori o palim anđelima iz Knjige proroka Henoka i spominje pojedine demone navedene u Lemegetonu.
- „Alchemy of the Soul” jest o alkemiji te spominje djelo Mutus Liber, jedno od većih djela o alkemiji.
- Lucifuge Rofocale Sotonin je ministar u paklu spomenut u grimoriju Grand Grimoire.
- „Marijin Min Nar” naziv je vatre u islamu iz koje su stvoreni džini.
- Had je podzemni svijet u grčkoj mitologiji i bog koji njime vlada, a Elizejske poljane mjesto su na kojem prebivaju heroji nakon smrti.
- U pjesmi „Cavern Cold as Ice” spominje se Agrat bat Mahlat, ženski demon iz židovske mitologije, a u Kabali se spominje kao kraljica demona.
- Codex Gigas rukopis je iz 13. stoljeća koji je poznat i kao „Vražja Biblija”.
- Pazuzu je kralj demona vjetrova iz mezopotamske mitologije.

## Recenzije
| Recenzije               | Recenzije |
| Izvor                   | Ocjena    |
| ----------------------- | --------- |
| AllMusic                | [ 13 ]    |
| Angry Metal Guy         | 2,5/5     |
| Metal.de                | 7/10      |
| Metal Hammer (Njemačka) | 3,5/7     |

Dobio je podijeljene kritike. U recenziji za AllMusic Thom Jurek dao mu je tri i pol zvjezdice od njih pet napisavši da su pjesme „mračnije” nego na prethodnom albumu Leviathan te da uradak „nudi mnogo toga onima koji više uživaju u obilježjima klasične glazbe i progresivnog metala u stilu skupine”. Sven Lattemann dao mu je sedam bodova od njih deset u osvrtu za Metal.de izjavivši da je „ugodan” te da su pjesme „vješto” izvedene i da sadrže „pamtljive melodije”, ali da su i „predvidljive i malo im nedostaje napetosti”.
Pišući za njemačku inačicu časopisa Metal Hammer, Sebastian Kessler dao mu je tri i pol boda od njih sedam naglasivši da za razliku od prijašnjeg albuma zvuči „nenadahnuto, besciljno i često kao da nema dušu premda su prisutne sve [Therionove] svijetle točke [...] i [premda su] uvrštene [na uradak] na tipičan prvoklasan način”. U osvrtu za Angry Metal Guy recenzent mu je dao dva i pol boda od njih pet pohvalivši produkciju, ali izjavivši da album „poput većeg dijela diskografije sastava [...] pati od previše ideja [ubačenih] u isti trenutak” te da u njima „ili ima previše ukrasnih dodataka ili su prečudne da bi bile zabavne”.

## Zasluge
| Therion - Christofer Johnsson – gitara, klavijatura, orgulje, programiranje, orkestralni i zborski aranžman, produkcija - Christian Vidal – gitara - Nalle Påhlsson – bas-gitara - Thomas Vikström – glavni i prateći vokal (tenor), zborski vokal (bas i tenor), klavijatura, orkestralni i zborski aranžman - Lori Lewis – glavni vokal (sopran) (na 1., 4., 6. i 7. pjesmi); zborski vokal (alt i sopran) Ostalo osoblje - Andrej Istomin – snimanje Ansambla Aleksandrov - Thomas Ewerhard – naslovnica, dizajn | Dodatni glazbenici - Björn Höglund – bubnjevi - Ally Storch – violina (na 1., 3. i 6. pjesmi); viola i violončelo (na pjesmi „Aeon of Maat”); snimanje violine, viole i violončela - Catalina Popa – flauta (na pjesmi „Hades and Elysium”); altovska flauta (na pjesmi „Cavern Cold as Ice”) - Chiara Malvestiti – glavni vokal (sopran) (na 1., 5. i 8. pjesmi) - Juri Zaplavnov – glavni vokal (tenor) (na pjesmi „Hades and Elysium”) - Javier Povedano – glavni vokal (bariton) (na pjesmi „Aeon of Maat”) - Erik Mårtensson – glavni vokal (na 1. i 11. pjesmi); miksanje i mastering - Rosalía Sairem – glavni vokal (na 1., 3. i 9. pjesmi); prateći i zborski vokal (alt, sopran) - Taida Nazraić – glavni vokal (na 1., 3., 4. i 7. pjesmi); zborski vokal (alt, sopran) - Noa Gruman – glavni vokal (na pjesmi „Lucifuge Rofocale”); zborski vokal (alt, sopran), zborski aranžman - Chris Davidsson – glavni vokal (na pjesmi „Lucifuge Rofocale”); prateći vokal - Fabio Amurri – programiranje (na 2., 4., 6. i 10. pjesmi), orkestralni aranžman - The Hellscore Choir – zbor (osim na pjesmi „Midnight Star”) - Ansambl Aleksandrov – zbor (na pjesmi „Midnight Star”) |

## Ljestvice
| Ljestvica                                    | Najviša pozicija |
| -------------------------------------------- | ---------------- |
| Švicarska                                    | 45.              |
| Ujedinjeno Kraljevstvo (Rock & Metal Albums) | 34.              |